# Orituco
Orituco je rijeka u Venezueli. Pritoka je rijeke Guarico. Pripada porječju rijeke Orinoco.